# Segmento ST

Representación esquemática de ECG normal

En electrocardiografía, el segmento ST conecta el complejo QRS y la onda T y tiene una duración de 0,005 a 0,150 seg (de 5 a 150 ms).
Comienza en el punto J (unión entre el complejo QRS y el segmento ST) y termina al comienzo de la onda T. Sin embargo, como suele ser difícil determinar exactamente dónde termina el segmento ST y comienza la onda T, la relación entre el segmento ST y la onda T debe examinarse juntos. La duración típica del segmento ST suele estar en torno a 0,08s (80 ms).
El segmento ST representa el período isoeléctrico cuando los ventrículos se encuentran entre la despolarización y la repolarización .

## Interpretación

Ondas de un ECG, marcado el segmento ST en azul.

- El segmento ST normal tiene una ligera concavidad ascendente.
- El ST plano con pendiente hacia abajo o con depresión pueden indicar una isquemia coronaria.
- La elevación de la ST definida por una elevación de más de 1mm y más de 80ms después del punto J, puede indicar un infarto de miocardio transmural. Una elevación > 1 mm y más de 80 milisegundos después del punto J . Esta medida tiene una tasa de falsos positivos del 15-20% (que es algo mayor en mujeres que en hombres) y una tasa de falsos negativos del 20-30%.[1]
- La depresión del ST puede estar asociada con infarto de miocardio subendocárdico, hipopotasemia o toxicidad digital .[2]

|  |  |  |

## Monitorización fetal
En la electrocardiografía fetal, el análisis de la forma de onda ST (a veces abreviada STAN) se utiliza para obtener una indicación de los niveles crecientes de déficit de base fetal.

## Tipo de intervalos ECG
- Intervalo PR
- complejo QRS
- Intervalo QT
- Segmento ST
- Onda P
- Onda T
- Onda U